# Pfarrsdorf (Gößnitz)
Pfarrsdorf ist ein weilerartiger Ortsteil der Stadt Gößnitz im Landkreis Altenburger Land in Thüringen.

## Lage
Pfarrsdorf liegt östlich von Gößnitz im auslaufenden Zeitzer-Altenburger-Lösshügelland beim Übergang in das Erzgebirgsvorland. Verkehrsmäßig ist das Umland der Gemeinde gut erschlossen. Es führen zwei Landesstraßen durch das Gebiet, die Bundesstraße 93 liegt westlich des Orts. Im Süden befindet sich die Landesgrenze zu Sachsen.

## Geschichte
Der Weiler wurde im Zeitraum 1181 bis 1214 erstmals urkundlich genannt. Pfarrsdorf gehörte zum wettinischen Amt Altenburg, welches ab dem 16. Jahrhundert aufgrund mehrerer Teilungen im Lauf seines Bestehens unter der Hoheit folgender Ernestinischer Herzogtümer stand: Herzogtum Sachsen (1554 bis 1572), Herzogtum Sachsen-Weimar (1572 bis 1603), Herzogtum Sachsen-Altenburg (1603 bis 1672), Herzogtum Sachsen-Gotha-Altenburg (1672 bis 1826). Bei der Neuordnung der Ernestinischen Herzogtümer im Jahr 1826 kam der Ort wiederum zum Herzogtum Sachsen-Altenburg.
Nach der Verwaltungsreform im Herzogtum gehörte Pfarrsdorf bezüglich der Verwaltung zum Ostkreis (bis 1900) bzw. zum Landratsamt Altenburg (ab 1900). Das Dorf gehörte ab 1918 zum Freistaat Sachsen-Altenburg, der 1920 im Land Thüringen aufging. 1922 kam es zum Landkreis Altenburg. Der Fund eines Braunkohlevorkommens führte nach den Weltkriegen zu kurzzeitigem Bergbau in der Gemeinde.
Am 1. August 1924 wurde Koblenz und am 1. Juli 1950 Naundorf eingemeindet. Bei der zweiten Kreisreform in der DDR wurden 1952 die bestehenden Länder aufgelöst und die Landkreise neu zugeschnitten. Somit kam die Gemeinde Pfarrsdorf mit dem Kreis Schmölln an den Bezirk Leipzig, der seit 1990 als Landkreis Schmölln zu Thüringen gehörte und bei der thüringischen Kreisreform 1994 im Landkreis Altenburger Land aufging. Am 1. November 1973 wurde die Gemeinde Pfarrsdorf nach Gößnitz eingemeindet. 2012 wohnten 23 Personen im Weiler.